# Lake Pupuwharau
Der Lake Pupuwharau ist ein See im Whakatāne District und zu einem kleinen Teil im Kawerau District in der Region Bay of Plenty auf der Nordinsel von Neuseeland.

## Geographie
Der Lake Pupuwharau befindet sich rund 380 m östlich von Kawerau und rund 130 m südlich angrenzend zum Areal des Sägewerks der Stadt. Der See, der über einen einzigen, vom kleinen südlichen Feuchtgebiet zulaufenden Bach, aber keinen Abfluss verfügt, umfasst eine Fläche von rund 21,5 Hektar. Bei einem Seeumfang von rund 2,27 km erstreckt sich das Gewässer über eine Länge von rund 580 m in Nordnordost-Südsüdwest-Richtung und über eine maximale Breite von rund 540 m in Westnordwest-Ostsüdost-Richtung.
Weniger als 200 m westlich angrenzend fließt der Tarawera River in Richtung Norden vorbei.